# Agelas dispar
Agelas dispar är en svampdjursart som beskrevs av Duchassaing och Giovanni Michelotti 1864. Agelas dispar ingår i släktet Agelas och familjen Agelasidae. Inga underarter finns listade i Catalogue of Life.